# 舞鶴市立吉原小学校
舞鶴市立吉原小学校（、英称:Maizuru City Munipical Yoshihara Elementary School）は、京都府舞鶴市字東吉原に存在する公立小学校である。

## 沿革

### 開校以後
- 1875年(明治8年)
  - 5月29日 - 静渓小学校が開校[1]。
- 1908年(明治41年)
  - 4月1日 - 同校を吉原尋常小学校と改称[1]。
- 1938年(昭和13年)
  - 8月 - 同校を舞鶴市立吉原尋常小学校と改称[1]。
- 1941年(昭和16年)
  - 4月1日 - 同校を吉原国民学校と改称[1]。
- 1947年(昭和22年)
  - 4月1日 - 同校を舞鶴市立吉原小学校と改称[注 1]。

## 学区

### 通学区域
特別の事情がない限り以下の町域に居住している児童総員が同校へ通学し、以下の中学校へ進学している。
- 舞鶴市立城北中学校の学区
  - 字東吉原の全域
  - 字西吉原の全域
  - 字下安久の一部

### 主要施設
- 法護寺 (舞鶴市)

## 交通

### 車両
- 舞鶴若狭自動車道
  - 舞鶴西インターチェンジから車両20分程度。
  - 舞鶴東インターチェンジから車両25分程度。

### 鉄道
- 西日本旅客鉄道舞鶴線
  - 西舞鶴駅から車両15分程度。
  - 東舞鶴駅から車両20分程度。

### 船舶
- 舞鶴港から車両20分程度。

### バス
- 京都交通
  - 吉原小学校前バス停から徒歩5分程度。
  - 東吉原バス停から徒歩5分程度。
  - 広小路バス停から徒歩15分程度。
  - 税務署前バス停から徒歩15分程度。